# Championnat de Russie de football de deuxième division 1993
Navigation
Édition précédente Édition suivante
La saison 1993 de Pervaïa Liga est la deuxième édition de la deuxième division russe. Elle prend place du 3 avril au 6 novembre 1993.
Cinquante-huit clubs du pays sont divisés en trois zones géographiques (Centre, Est, Ouest) contenant entre seize et vingt-deux équipes chacune, où ils s'affrontent à deux reprises, à domicile et à l'extérieur. En fin de saison, en raison du passage à une poule unique de vingt-deux équipes pour la saison 1994, trente-huit clubs sont relégués, dont quatre directement en quatrième division, tandis que les vainqueurs de chaque zone se qualifient pour un barrage de promotion sous la forme d'un mini-championnat, face aux 14e, 15e et 16e de la première division, où chacune des équipes s'affronte une seule fois, et dont les trois premiers obtiennent leur place pour la première division.
Le Lada Togliatti, le Dinamo-Gazovik Tioumen et le Tchernomorets Novorossiisk sont les trois vainqueurs de groupes prenant part à la phase de barrages face aux clubs de première division. À l'issue de celle-ci le Lada et le Dinamo-Gazovik sont promus dans l'élite du football russe tandis que le Tchernomorets échoue à la promotion.

## Compétition

### Règlement
Le classement est établi sur le barème de points suivant : deux points pour une victoire, un pour un match nul et aucun pour une défaite. Pour départager les équipes à égalité de points, on utilise les critères suivants :
1. Nombre de matchs gagnés
2. Confrontations directes (points, matchs gagnés, différence de buts, buts marqués, buts marqués à l'extérieur)
3. Différence de buts générale
4. Buts marqués (général)
5. Buts marqués à l'extérieur (général)

### Zone Centre

#### Participants
Légende des couleurs
- Relégué de première division
- Promu de troisième division

| Club                     | D2 depuis | Classement 1992 | Stade                | Capacité théorique |
| ------------------------ | --------- | --------------- | -------------------- | ------------------ |
| Zénith Saint-Pétersbourg | 1993      | 16 (D1)         | Stade Petrovski      | 22 000             |
| Chinnik Iaroslavl        | 1993      | 19 (D1)         | Stade Chinnik        | 22 990             |
| Torpedo Riazan           | 1992      | 2               | Stade CSK            | 25 000             |
| Zvezda Perm              | 1992      | 3               | Stade Zvezda         | 17 000             |
| Torpedo Voljski          | 1992      | 4               | Stade central        | 7 000              |
| Rubin Kazan              | 1992      | 5               | Stade central        | 25 400             |
| Lada Togliatti           | 1992      | 6               | Stade Torpedo        | 17 000             |
| Sokol Saratov            | 1992      | 7               | Stade Lokomotiv      | 15 000             |
| Ouralets Nijni Taguil    | 1992      | 8               | Stade Vysokogorets   | 5 000              |
| Torpedo Miass            | 1992      | 9               | Stade Trud           | 3 000              |
| Zénith Ijevsk            | 1992      | 10              | Stade central Zénith | 19 100             |
| Droujba Iochkar-Ola      | 1992      | 11              | Stade Droujba        | 12 500             |
| Zénith Tcheliabinsk      | 1992      | 12              | Stade central        | 15 000             |
| Svetotekhnika Saransk    | 1992      | 13              | Stade Svetotekhnika  | 14 000             |
| Lada Dimitrovgrad        | 1992      | 14              | Stade Torpedo        | 18 000             |
| Metallourg Magnitogorsk  | 1992      | 15              | Stade central        | 10 500             |
| Neftekhimik Nijnekamsk   | 1993      | 1 (D3, zone 5)  | Stade Neftekhimik    | 3 000              |
| Avangard Kamychine       | 1993      | 2 (D3, zone 2)  | Stade DYuSSh-2       |                    |
| Gazovik Ijevsk           | 1993      | 2 (D3, zone 5)  | Stade central        | 15 000             |
| Interros Moscou          | 1993      | 3 (D3, zone 3)  | Stade Zaria          | 4 000              |

#### Classement
| Rang | Équipe                     | Pts | J  | G  | N  | P  | Bp | Bc  | Diff |
| ---- | -------------------------- | --- | -- | -- | -- | -- | -- | --- | ---- |
| 1    | Lada Togliatti             | 60  | 38 | 25 | 10 | 3  | 80 | 29  | +51  |
| 2    | Zénith Saint-Pétersbourg R | 58  | 38 | 25 | 8  | 5  | 87 | 33  | +54  |
| 3    | Interros Moscou P          | 50  | 38 | 21 | 8  | 9  | 89 | 42  | +47  |
| 4    | Zvezda Perm                | 47  | 38 | 18 | 11 | 9  | 93 | 50  | +43  |
| 5    | Sokol Saratov              | 46  | 38 | 18 | 10 | 10 | 76 | 41  | +35  |
| 6    | Chinnik Iaroslavl R        | 46  | 38 | 17 | 12 | 9  | 78 | 47  | +31  |
| 7    | Neftekhimik Nijnekamsk P   | 45  | 38 | 18 | 9  | 11 | 45 | 33  | +12  |
| 8    | Rubin Kazan                | 44  | 38 | 19 | 6  | 13 | 48 | 46  | +2   |
| 9    | Lada Dimitrovgrad          | 41  | 38 | 18 | 5  | 15 | 46 | 32  | +14  |
| 10   | Torpedo Voljski            | 41  | 38 | 17 | 7  | 14 | 54 | 49  | +5   |
| 11   | Gazovik Ijevsk P           | 41  | 38 | 17 | 7  | 14 | 57 | 56  | +1   |
| 12   | Ouralets Nijni Taguil      | 34  | 38 | 14 | 6  | 18 | 42 | 48  | -6   |
| 13   | Svetotekhnika Saransk      | 32  | 38 | 12 | 8  | 18 | 51 | 66  | -15  |
| 14   | Droujba Iochkar-Ola        | 29  | 38 | 10 | 9  | 19 | 41 | 70  | -29  |
| 15   | Torpedo Riazan             | 28  | 38 | 10 | 8  | 20 | 37 | 56  | -19  |
| 16   | Metallourg Magnitogorsk    | 27  | 38 | 10 | 7  | 21 | 41 | 70  | -29  |
| 17   | Avangard Kamychine P       | 26  | 38 | 8  | 10 | 20 | 38 | 73  | -35  |
| 18   | Torpedo Miass              | 25  | 38 | 8  | 9  | 21 | 28 | 71  | -43  |
| 19   | Zénith Tcheliabinsk        | 22  | 38 | 7  | 8  | 23 | 40 | 84  | -44  |
| 20   | Zénith Ijevsk              | 18  | 38 | 7  | 4  | 27 | 31 | 106 | -75  |

Promotion en première division
- 1er : barrage de promotion

Relégations
- 8e à 18e : relégation en troisième division
- 17e et 20e : relégation en quatrième division
- 19e : rétrogradation

Abréviations
- R : Relégué de première division
- P : Promu de troisième division

1. ↑  L'Avangard Kamychine est volontairement rétrogradé en quatrième division.
2. ↑  Le Zénith Tcheliabinsk est dissous à l'issue de la saison et repart en championnat régional.

#### Meilleurs buteurs
| Rang | Joueur             | Club                     | Buts |
| ---- | ------------------ | ------------------------ | ---- |
| 1    | Vladimir Filimonov | Zvezda Perm              | 37   |
| 2    | Vladimir Koulik    | Zénith Saint-Pétersbourg | 36   |
| 3    | Sergueï Tchesnakas | Lada Togliatti           | 31   |
| 4    | Oleg Teriokhine    | Sokol Saratov            | 29   |
| 5    | Oleg Smirnov       | Chinnik Iaroslavl        | 25   |

### Zone Est

#### Participants
Légende des couleurs
- Relégué de première division
- Promu de troisième division

| Club                     | D2 depuis | Classement 1992 | Stade                 | Capacité théorique |
| ------------------------ | --------- | --------------- | --------------------- | ------------------ |
| Dinamo-Gazovik Tioumen   | 1993      | 20 (D1)         | Stade Tioumen         | 13 700             |
| Irtych Omsk              | 1992      | 2               | Stade Zvezda          | 18 000             |
| Lokomotiv Tchita         | 1992      | 3               | Stade Lokomotiv       | 10 200             |
| Tchkalovets Novossibirsk | 1992      | 4               | Stade Spartak         | 12 500             |
| Selenga Oulan-Oude       | 1992      | 5               | Stade central         | 10 000             |
| Zvezda Irkoutsk          | 1992      | 6               | Stade Trud            | 16 500             |
| Tom Tomsk                | 1992      | 7               | Stade Trud            | 10 028             |
| Dinamo Iakoutsk          | 1992      | 8               | Stade Touïmaada       | 12 800             |
| Metallourg Novokouznetsk | 1992      | 9               | Stade Metallourg      | 8 500              |
| Metallourg Krasnoïarsk   | 1992      | 10              | Stade central         | 22 500             |
| Kouzbass Kemerovo        | 1992      | 11              | Stade Chaktior        | 4 174              |
| Dinamo Barnaoul          | 1992      | 12              | Stade Dinamo          | 16 000             |
| Sakhaline Kholmsk        | 1992      | 13              | Stade Maïak Sakhalina | 6 000              |
| SKA-Khabarovsk           | 1992      | 14              | Stade Lénine          | 15 200             |
| Zaria Leninsk-Kouznetski | 1993      | 1 (D3, zone 6)  | Stade Chakhtior       | 12 000             |
| Metallourg Aldan         | 1993      | 2 (D3, zone 6)  | Stade Metallourg      |                    |

#### Classement
| Rang | Équipe                     | Pts | J  | G  | N | P  | Bp | Bc | Diff |
| ---- | -------------------------- | --- | -- | -- | - | -- | -- | -- | ---- |
| 1    | Dinamo-Gazovik Tioumen R   | 43  | 30 | 19 | 5 | 6  | 55 | 26 | +29  |
| 2    | Irtych Omsk                | 39  | 30 | 16 | 7 | 7  | 52 | 34 | +18  |
| 3    | Zaria Leninsk-Kouznetski P | 39  | 30 | 15 | 9 | 6  | 47 | 24 | +23  |
| 4    | Lokomotiv Tchita           | 38  | 30 | 15 | 8 | 7  | 38 | 32 | +6   |
| 5    | Zvezda Irkoutsk            | 37  | 30 | 16 | 5 | 9  | 51 | 38 | +13  |
| 6    | Kouzbass Kemerovo          | 35  | 30 | 15 | 5 | 10 | 53 | 38 | +15  |
| 7    | Dinamo Iakoutsk            | 35  | 30 | 14 | 7 | 9  | 42 | 27 | +15  |
| 8    | Metallourg Aldan P         | 30  | 30 | 11 | 8 | 11 | 31 | 29 | +2   |
| 9    | Metallourg Krasnoïarsk     | 29  | 30 | 11 | 7 | 12 | 33 | 35 | -2   |
| 10   | Sakhaline Kholmsk          | 27  | 30 | 11 | 5 | 14 | 38 | 60 | -22  |
| 11   | Metallourg Novokouznetsk   | 25  | 30 | 11 | 3 | 16 | 34 | 53 | -19  |
| 12   | Tom Tomsk                  | 25  | 30 | 9  | 7 | 14 | 41 | 40 | +1   |
| 13   | Dinamo Barnaoul            | 23  | 30 | 9  | 5 | 16 | 47 | 56 | -9   |
| 14   | Tchkalovets Novossibirsk   | 23  | 30 | 8  | 7 | 15 | 39 | 43 | -4   |
| 15   | Selenga Oulan-Oude         | 22  | 30 | 8  | 6 | 16 | 25 | 48 | -23  |
| 16   | SKA-Khabarovsk             | 10  | 30 | 2  | 6 | 22 | 16 | 59 | -43  |

Promotion en première division
- 1er : barrage de promotion

Relégations
- 6e à 16e : relégation en troisième division

Abréviations
- R : Relégué de première division
- P : Promu de troisième division

#### Meilleurs buteurs
| Rang | Joueur                | Club                   | Buts |
| ---- | --------------------- | ---------------------- | ---- |
| 1    | Viatcheslav Kamoltsev | Dinamo-Gazprom Tioumen | 22   |
| 2    | Andreï Dementiev      | Kouzbass Kemerovo      | 16   |
| 3    | Viatcheslav Kartachov | Irtych Omsk            | 15   |
| 3    | Oleg Teriokhine       | Lokomotiv Tchita       | 15   |
| 5    | Oleg Smirnov          | Tom Tomsk              | 14   |

### Zone Ouest

#### Participants
Légende des couleurs
- Relégué de première division
- Promu de troisième division

| Club                           | D2 depuis | Classement 1992 | Stade                 | Capacité théorique |
| ------------------------------ | --------- | --------------- | --------------------- | ------------------ |
| Fakel Voronej                  | 1993      | 17 (D1)         | Stade central         | 31 800             |
| Kouban Krasnodar               | 1993      | 18 (D1)         | Stade Kouban          | 32 000             |
| Ouralan Elista                 | 1992      | 2               | Stade Ouralan         | 10 300             |
| Tchernomorets Novorossiisk     | 1992      | 3               | Stade Trud            | 12 500             |
| Droujba Maïkop                 | 1992      | 4               | Stade Iounost         | 16 000             |
| Terek Grozny                   | 1992      | 5               | Stade Ouvaïs Akhtaïev | 15 000             |
| Dinamo Vologda                 | 1992      | 6               | Stade Dinamo          | 10 000             |
| Metallourg Lipetsk             | 1992      | 7               | Stade Metallourg      | 14 940             |
| Spartak Naltchik               | 1992      | 8               | Stade Spartak         | 14 149             |
| Spartak Anapa                  | 1992      | 9               | Stade Spartak         | 7 500              |
| Torpedo Vladimir               | 1992      | 10              | Stade Torpedo         | 19 700             |
| Asmaral Kislovodsk             | 1992      | 11              | Stade Ioug-Sport      | 6 000              |
| Torpedo Taganrog               | 1992      | 12              | Stade Torpedo         | 5 000              |
| Nart Tcherkessk                | 1992      | 13              | Stade Nart            | 10 000             |
| APK Azov                       | 1992      | 14              | Stade Donpressmach    |                    |
| Tekstilchtchik Ivanovo         | 1992      | 15              | Stade Tekstilchtchik  | 9 565              |
| Erzou Grozny                   | 1993      | 1 (D3, zone 1)  | Stade Ouvaïs Akhtaïev | 15 000             |
| Avtodor Vladikavkaz            | 1993      | 1 (D3, zone 2)  | Stade SOK Tedeïev     | 6 000              |
| Baltika Kaliningrad            | 1993      | 1 (D3, zone 4)  | Stade Baltika         | 14 660             |
| Kolos Krasnodar                | 1993      | 2 (D3, zone 1)  | Stade Kouban          | 34 640             |
| FK Orekhovo-Zouïevo            | 1993      | 2 (D3, zone 3)  | Stade Znamia Trouda   | 8 300              |
| Smena-Saturn Saint-Pétersbourg | 1993      | 2 (D3, zone 4)  | Stade DYuSSh Smena    | 2 000              |

#### Classement
| Rang | Équipe                           | Pts | J  | G  | N  | P  | Bp  | Bc | Diff |
| ---- | -------------------------------- | --- | -- | -- | -- | -- | --- | -- | ---- |
| 1    | Tchernomorets Novorossiisk       | 65  | 42 | 29 | 7  | 6  | 121 | 33 | +88  |
| 2    | Avtodor Vladikavkaz P            | 59  | 42 | 24 | 11 | 7  | 76  | 45 | +31  |
| 3    | Erzou Grozny P                   | 55  | 42 | 24 | 7  | 11 | 72  | 26 | +46  |
| 4    | Baltika Kaliningrad P            | 53  | 42 | 22 | 9  | 11 | 67  | 44 | +23  |
| 5    | Smena-Saturn Saint-Pétersbourg P | 52  | 42 | 24 | 4  | 14 | 70  | 50 | +20  |
| 6    | Torpedo Vladimir                 | 51  | 42 | 22 | 7  | 13 | 67  | 53 | +14  |
| 7    | Droujba Maïkop                   | 49  | 42 | 20 | 9  | 13 | 70  | 55 | +15  |
| 8    | Ouralan Elista                   | 48  | 42 | 23 | 2  | 17 | 60  | 64 | -4   |
| 9    | Fakel Voronej R                  | 47  | 42 | 17 | 13 | 12 | 58  | 38 | +20  |
| 10   | Metallourg Lipetsk               | 46  | 42 | 20 | 6  | 16 | 68  | 50 | +18  |
| 11   | Terek Grozny                     | 44  | 42 | 20 | 4  | 18 | 76  | 63 | +13  |
| 12   | Spartak Anapa                    | 43  | 42 | 19 | 5  | 18 | 59  | 65 | -6   |
| 13   | Torpedo Taganrog                 | 43  | 42 | 18 | 7  | 17 | 62  | 65 | -3   |
| 14   | Kolos Krasnodar P                | 42  | 42 | 17 | 8  | 17 | 47  | 57 | -10  |
| 15   | Kouban Krasnodar R               | 38  | 42 | 15 | 8  | 19 | 62  | 82 | -20  |
| 16   | Spartak Naltchik                 | 34  | 42 | 13 | 8  | 21 | 52  | 73 | -21  |
| 17   | Tekstilchtchik Ivanovo           | 32  | 42 | 12 | 8  | 22 | 49  | 59 | -10  |
| 18   | FK Orekhovo-Zouïevo P            | 31  | 42 | 10 | 11 | 21 | 42  | 64 | -22  |
| 19   | Dinamo Vologda                   | 30  | 42 | 10 | 10 | 22 | 36  | 65 | -29  |
| 20   | Asmaral Kislovodsk               | 26  | 42 | 8  | 10 | 24 | 33  | 68 | -35  |
| 21   | Nart Tcherkessk                  | 23  | 42 | 9  | 5  | 28 | 30  | 84 | -54  |
| 22   | APK Azov                         | 13  | 42 | 4  | 5  | 33 | 25  | 98 | -73  |

Promotion en première division
- 1er : barrage de promotion

Relégations
- 9e à 19e : relégation en troisième division
- 20e à 22e : relégation en quatrième division

Abréviations
- R : Relégué de première division
- P : Promu de troisième division

#### Meilleurs buteurs
| Rang | Joueur             | Club                           | Buts |
| ---- | ------------------ | ------------------------------ | ---- |
| 1    | Sergueï Bourdine   | Tchernomorets Novorossiisk     | 25   |
| 2    | Iouri Vostroukhine | Torpedo Taganrog               | 24   |
| 3    | Andreï Lapouchkine | Smena-Saturn Saint-Pétersbourg | 22   |
| 4    | Khazret Dychekov   | Tchernomorets Novorossiisk     | 21   |

### Barrages de promotion
Les vainqueurs de chaque zone disputent un barrage de promotion sous la forme d'un mini-championnat face aux 14e, 15e et 16e de la première division. Chacune des équipes s'affronte une seule fois et les trois premiers au classement final obtiennent leur place pour la Ligue supérieure 1994. Ces barrages sont disputés sur terrain neutre à Moscou entre le 20 novembre et le 4 décembre 1993.
À l'issue de ces barrages, le Dinamo-Gazovik Tioumen et le Lada Togliatti sont promus tandis que le Krylia Sovetov Samara se maintient. Dans le même temps, le Tchernomorets Novorossiisk termine en dehors des places de promotion et reste en deuxième division, accompagné de l'Okean Nakhodka et du Luch Vladivostok, tous deux relégués.
| Rang | Équipe                          | Pts | J | G | N | P | Bp | Bc | Diff |  | Résultats (▼ dom., ► ext.)      | KRY | LAD | DIN | LUC | TCH | OKE |
| ---- | ------------------------------- | --- | - | - | - | - | -- | -- | ---- |  | ------------------------------- | --- | --- | --- | --- | --- | --- |
| 1    | Krylia Sovetov Samara (D1)      | 7   | 5 | 3 | 1 | 1 | 10 | 8  | +2   |  | Krylia Sovetov Samara (D1)      |     |     |     |     | 3-0 | 3-1 |
| 2    | Lada Togliatti (D2)             | 7   | 5 | 2 | 3 | 0 | 8  | 3  | +5   |  | Lada Togliatti (D2)             | 4-0 |     | 1-0 |     |     | 0-0 |
| 3    | Dinamo-Gazovik Tioumen (D2)     | 6   | 5 | 3 | 0 | 2 | 8  | 5  | +3   |  | Dinamo-Gazovik Tioumen (D2)     | 1-2 |     |     | 2-1 | 2-1 |     |
| 4    | Luch Vladivostok (D1)           | 6   | 5 | 2 | 2 | 1 | 11 | 9  | +2   |  | Luch Vladivostok (D1)           | 2-2 | 2-2 |     |     | 2-1 |     |
| 5    | Tchernomorets Novorossiisk (D2) | 3   | 5 | 1 | 1 | 3 | 7  | 10 | -3   |  | Tchernomorets Novorossiisk (D2) |     | 1-1 |     |     |     | 4-2 |
| 6    | Okean Nakhodka (D1)             | 1   | 5 | 0 | 1 | 4 | 5  | 14 | -9   |  | Okean Nakhodka (D1)             |     |     | 0-3 | 2-4 |     |     |

Promotions et relégations